# Cruis'n USA
Cruis'n USA es un videojuego de carreras tipo arcade desarrollado por Midway y lanzado en 1994. Posteriormente al lanzamiento, en 1996, Cruis'n USA fue adaptado para la consola Nintendo 64. La versión arcade juego fue muy aclamado por la crítica y gracias a su realístico sonido e impresionantes gráficos para la época. Sin embargo, la versión arcade era superior a los parámetros que se contaban en el Nintendo 64, por lo tanto, la versión casera disminuyó tanto su calidad gráfica como musical. De todas maneras, el juego fue muy apreciado en la consola casera y hasta es considerado un clásico entre los jugadores de los 90.
En 2008 el videojuego fue republicado para la consola virtual de Nintendo Wii, convirtiéndose en este, el primer juego de "third party " lanzado para la consola virtual.

## Jugabilidad
Al igual que en la mayoría de los videojuegos de carreras, los jugadores compiten en pistas de una sola vía que consisten en calles vagamente basadas en locaciones de la vida real. Mientras se compite, los jugadores hacen su mejor esfuerzo por evitar los varios riesgos que se pueden encontrar en la vía, como lo son el tráfico de sentido contrario o la construcción. Los jugadores pueden elegir entre siete autos distintos para competir. Al igual que en otros juegos de carrera, el auto puede simular tanto un coche de transmisión automática, como uno manual. En automático, se aumenta la velocidad de cambios, mientras que en el modo manual la transmisión se tiene que cambiar manualmente durante la carrera. Los jugadores que lleguen en primer lugar continúan a la siguiente carrera, mientras que si se llega segundo o tercero, esta tiene que ser repetida para poder progresar. A diferencia de la mayoría de los juegos de carrera, hay una opción para cambiar la música de fondo con un botón. El control de los autos en Cruis'n USA es bastante tenso en comparación a otros juegos de carrera para el Nintendo 64. Siempre que se completa el juego, se desbloquea tanto un coche nuevo como un nuevo color del mismo.

## Censura
La versión para Nintendo 64 no solo fue limitada en lo que respecta a los gráficos y sonido, sino que también varios aspectos secundarios del juego fueron reemplazados o completamente removidos. El más evidente es el caso de la modelo que entrega el trofeo al primer lugar, representada por la actriz porno Shyla Foxxx, quien en la versión de arcade usa un pequeño bikini, mientras que en la versión de Nintendo 64 usa una ajustada camisa gris con el logo de Cruis'n USA. Al finalizar todas las carreras, el jugador es premiado con un nuevo color de auto dependiendo de la dificultad. Esto se muestra en una celebración en el tejado de la Casa Blanca en Washington, donde se puede ver al entonces presidente Bill Clinton en un jacuzzi acompañado de dos mujeres en bikini en la parte de atrás de una camioneta Pickup. En la versión de Nintendo 64 esto fue completamente reemplazado por una plataforma rotatoria con el auto de nuevo color. Poco antes de llegar a la meta en la etapa final de Washington, es posible ver un túnel de dólares con la imagen de Hillary Clinton fumando un puro, aunque en el caso de la consola de Nintendo esto fue reemplazado por billetes comunes y corrientes con la imagen de Benjamin Franklin. En la etapa de Iowa es posible atropellar y despedazar explicitamente vacas y ciervos que se crucen en la carretera, pero en la versión de Nintendo 64 solo se mantuvo a los insectos que reventaban contra el parabrisas del auto usando la cámara en primera persona. Otro pequeño detalle de censura se puede encontrar en la selección inicial entre conducción automática o manual. En la versión de 64 el modo automático lleva el nombre de "Cruis-O-Matic" y el modo manual "XL-Power", siendo que el modo manual en la versión de arcade lleva el nombre de "XL Powershaft". Esto es para evitar la referencia sexual que implica el término, ya que "shaft" es usado en inglés para referirse al pene.
No obstante, hay un gran número de elementos que no fueron removidos ni reemplazados en la versión para Nintendo 64, tales como la chica del Bikini al comienzo de cada carrera, los gemidos y latigazos sugestivos en el tema "House Special", así como también un grito de colisión donde se puede escuchar la palabra "Fuck".

## Autos
En el juego, se les da a los autos nombres falsos, ya que los creadores no pudieron conseguir las respectivas licencias para los nombres originales. Los siguientes son los nombres de los autos en el juego, y los nombres de los autos en la vida real:

### Autos Jugables
- '63 Muscle Car: Chevrolet Corvette C2
- La Bomba: De Luxe Ford
- Devastator IV: Mitsubishi Eclipse
- Italia P69: Ferrari Testarossa

### Autos Secretos
- ATV: Jeep Wrangler
- Bus Escolar: GMC B-Series
- Coche de Policía: Chevrolet Caprice

NOTA: Para desbloquear estos 3 coches se debe hacer lo siguiente: Cuando se estè en la pantalla de selección de coche se deben apretar al mismo tiempo: c-arriba, c-abajo y c-izquierda y sin soltarlos verán que el Chevrolet se convierte en un Jeep, el Ford en un Autobús de escuela y el Mitsubishi en un coche de policía y finalmente presionar Start para ir a la carrera (Sin soltar los 3 botones "C") (El único que no tiene un "coche secreto" es el Ferrari de la derecha)

### Autos de Tráfico
- Camioneta Pick-Up: Chevrolet C-10
- Camión: Kenworth T600
- Minivan: Dodge Caravan
- Auto pequeño: Ford Mustang '65
- Bus de Cruis'n USA: MCI MC-9
- Camión de Bomberos: Seagrave M

## Pistas
Las Pistas que se corren son un recorrido por los Estados Unidos, siendo un total de 14 pistas clasificadas en fácil, medio y difícil. Cabe destacar que no existe una curva de dificultad (es decir comienzas con una fácil y de repente una muy difícil), y son:
- Golden Gate Park (Fácil): Es la pista inicial y por lo tanto hay muchas rectas con algunas curvas fáciles, su única dificultad es la curva final donde se puede ver un letrero que dice Nintendo.

- San Francisco (Experto): Es la segunda pista y realmente difícil para ser la segunda, ciertamente posee rectas pero son rectas ascendentes en forma de colinas pequeñas, por lo que se pierde la visibilidad por unos valiosos segundos, sus curvas también son fuertes y cerradas pero pequeñas.

- US 101 (Fácil): La tercera pista y en general bastante sencilla a excepción de ciertas rampas que obligan a saltar y perder la visibilidad, también de la curva final que es fuerte.

- Redwood Forest (experto): Es la cuarta pista y es una de las pistas con más curva consecutivas y fuertes que tiene (al entrar en el bosque), sin embargo al salir del bosque se torna mucho más sencilla.

- Beverly Hills (médium): Es la quinta pista y podría ser fácil sino fuera por los cocoteros presente en casi toda la pista, debido a que al chocar con uno de ellos pierdes casi toda la velocidad y seguramente te empujara a otro choque, sus curvas aunque no son muy pronunciadas si te descuidas te enviaràn a los cocoteros.

- LA Freeway (fácil): Es la sexta pista y es totalmente sencilla con únicamente una curva difícil.

- Death Valley (médium): Es la Séptima pista y una de las más angostas (solo 1 canal de ida y otro de vuelta), es muy fácil chocar o salirse de la carretera, además que sus curvas no dejan ver nada. Al final puedes atravesar un tren para llegar a la meta.

- Arizona (fácil): Es la octava pista y es sencilla aunque sus curvas te quitan visibilidad.

- Grand Canyon (Experto): Novena pista, llena de subidas y bajadas, con curvas no muy pronunciadas pero curiosamente sus bajadas pueden ser problemáticas.

- Iowa (médium): parecida a Death Valley pero más fácil. Si llevas la pantalla en modo conductor en algunas partes de la pista pasaran unos pàjaros que te manchan el espejo.

- Chicago (Experto): Al comienzo sencilla hasta que se entra en el túnel, ahí se convierte en una de las pistas más difíciles, ya que adentro son muchas curvas continuas, cerradas y además con carros en ambos sentidos, por lo que chocar es un hecho totalmente seguro, y no bastando con eso, al salir del túnel es aun difícil además que seguramente se tendrá el problema de tiempo.

- Indiana (médium): Antepenúltima pista parecida a Iowa, es la única pista que termina exactamente en medio de una curva como factor sorpresa.

- Appalachia (médium): Penúltima pista, poseedoras de pocas rectas, muchas colinas y fácilmente se puede perder el control, realmente merecedora de ser la penúltima pista.

- Washington DC (Expert): La última pista, algo corta para lo que se espera, aunque posee las curvas más cerradas del juego, antes de llegar a la meta se pasa por un túnel con las paredes de "billetes". Es la única pista que no puede ser jugada fuera del modo Cruise the USA.

## Recepción
La versión arcade de  Cruis'n USA  fue un éxito comercial, superando  Daytona USA  en las salas recreativas de Estados Unidos. Next Generation revisó la versión arcade del juego y declaró que "Aunque es menos impresionante gráficamente que sus rivales, Cruis'n USA es la secuela de Out Run de Sega debería haberlo hecho, y es nuestra elección para la corona de conducción".
La versión de Nintendo 64 recibió críticas en su mayoría negativas, y obtuvo un puntaje en GameRankings de 50.63% basado en 16 revisiones. mala detección de colisión, y música, que dijeron que era estilísticamente inapropiada y pobremente compuesta. Un revisor para Next Generation llegó a la conclusión de que "esta conversión a medias y descuidada es exactamente lo que Nintendo 64 no necesita". Jeff Gerstmann de GameSpot y Air Hendrix de GamePro tuvieron reacciones más mixtas que la mayoría. Gerstmann elogió los controles al usar el dispositivo analógico del controlador Nintendo 64, pero concluyó que el juego fue una gran decepción. Air Hendrix, si bien critica en gran medida elementos como la ventana emergente en el modo de dos jugadores y la falta de variedad en general, dijo que es esencialmente una conversión fiel del juego de arcade y que vale la pena probar como alquiler, aunque no como una compra directa. Peer Schneider de IGN y Kraig Kujawa de Electronic Gaming Monthly dijeron que el modo de pantalla dividida para dos jugadores es lo más destacado del juego, mientras que señalan que los problemas de velocidad de cuadros son aún peores en este modo El co-crítico de Kujawa, Dean Hager, dijo que el juego "ciertamente no muestra el poder de procesamiento de la N64", y Shneider dijo que le faltaba emoción y que "probablemente estaba condenado a ser el punto más bajo de los juegos de carreras para N64 durante muchos años".
A pesar de las críticas negativas, la versión para Nintendo 64 de Cruis'n USA tuvo fuertes ventas, gracias en gran parte a una combinación de la popularidad de la consola y la pequeña biblioteca de juegos disponibles para ese momento. Fue el sexto videojuego más vendido de la temporada de compras navideñas de 1996 según los datos de TRST, con tres de los cinco juegos que lo vendieron también como juegos de Nintendo 64.
Al revisar el lanzamiento de la Consola virtual en Nintendo Life, Damien McFerran se hizo eco de muchas de las mismas críticas a la versión de Nintendo 64 sobre su lanzamiento original (velocidad de cuadro desigual, detección de colisión deficiente, falta de velocidad y emoción) , y dijo que incluso el arcade original era un juego bastante pobre.